# Versailles (Lancen)
Versailles is een compositie voor harmonieorkest van de Franse componist Serge Lancen.